# Austur-Barðastrandarsýsla
Austur-Barðastrandarsýsla est un comté islandais, situé dans la région des Vestfirðir. Ce comté a une superficie de 1 090 km2.

Localisation de Austur-Barðastrandarsýsla

## Municipalités
Le comté est situé dans la circonscription Norðvesturkjördæmi et comprend les municipalités suivantes :
- Reykhólahreppur
  - (Geiradalshreppur)
  - (Gufudalshreppur)
  - (Múlahreppur)
  - (Flateyjarhreppur)